# Evangelista Blanco Brenes
Evangelista Blanco Brenes (Zarcero, 26 de octubre de 1938 – Zarcero, 27 de junio de 2023), fue un escultor costarricense. Es conocido principalmente por ser el autor de los topiarios que caracterizan al parque principal del cantón de Zarcero, en la provincia de Alajuela.
En el año de 1964, cuando tenía 25 años, Blanco fue contratado por la Municipalidad de Zarcero para hacer un jardín en la plaza ubicada frente a la Iglesia de San Rafael Arcángel, en pleno centro de Zarcero. Entonces, Blanco comenzó a sembrar árboles de ciprés a los cuales comenzó a dar diferentes formas, valiéndose para ello de tijeras de podar y utilizando amarres para darle forma a las figuras. Desde entonces, ha creado a través de los años gran variedad de esculturas en árboles de ciprés, en las que se pueden encontrar aviones, animales, personajes imaginarios, arcos, puentes, carretas, dinosaurios y otras formas de las más diversas, las cuales le dan notoriedad y colorido al parque, el cual lleva su nombre en homenaje. El parque y sus topiarios se han convertido, con el tiempo, en iconos representativos del cantón de Zarcero.
Por sus esculturas, Evangelista Blanco recibió el Premio Nacional de Cultura Popular Tradicional de Costa Rica en enero de 2014.
Muere el 27 de junio de 2023 por causas naturales.